# Szemere-kastély
A Pallavicini-kastély (Szemere) egy park közepén álló, középrizalittal tagolt klasszicista épület, amely a Borsod-Abaúj-Zemplén vármegyei Szemere község központjában található.

## Az épület
Építéséről Szemere Pál írt 1631-ben számadás könyvében: „...építettem az szemerei kőházamat...”. Az alsó szint boltozatai, valamint a kerti grottába beépített, kőből faragott családi címer is valószínűsíti az építés idejét. A domboldalon álló udvarház, a kor viszonyainak megfelelően, védhető lehetett.

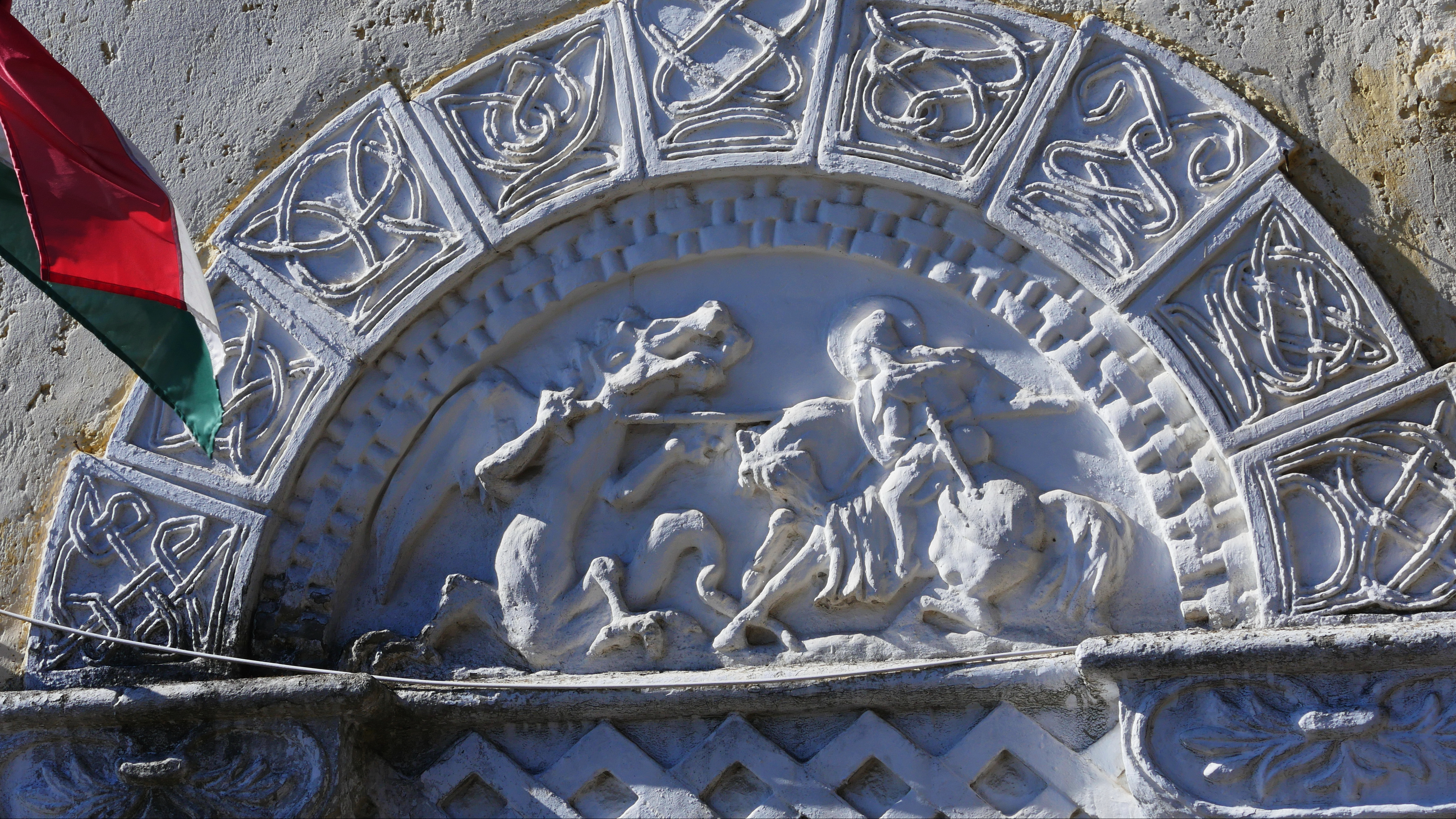
A kastély bejárati melléképületének egyik kődísze

Egy történet szerint Szemere Pált rablókkal megölette a felesége, Putnoky Klára. A híresen szép asszonyt a per során Wesselényi Ferenc nádor a vád alól felmentette. Ismerve a nádor „gáláns” természetét, korabeli vélemények a felmentést indokolatlannak tartották.
A kastély jelenlegi külsejét őrgróf Pallavicini Alfrédnak (1811-1890) köszönheti, aki az 1850-es években megvásárolta a hozzá tartozó birtokkal együtt. A 19. század végén megjelent Borovszky-féle monográfia már a jelenlegi állapotnak megfelelő fényképet közöl. A Palladio-hatást közvetítő középrizalit felmagasított homlokfalában másfél szint magas diadalív mögé került a felső szinti bejárati tornác. Ennek felső harmadába manzárdszobát építettek, melynek homlokfalát, a diadalíven belül, két dór jellegű oszlop tartja. A kastély külső képe különleges, harmonikus arányokat mutat. Jelenleg iskolaként hasznosítják. A környező park védett, látogatható. A melléképületeken is láthatunk romantikus kődíszeket. A kerti grotta gótikus kőfaragványai állítólag műkőből készültek, de lehet közöttük eredeti is.